# ダン・ショムロン
ダン・ショムロン（ヘブライ語: דן שומרון、英語: Dan Shomron、1937年8月5日 - 2008年2月26日）は、イスラエルの軍人。第13代イスラエル国防軍参謀総長（ラマトカル、在任1987年 - 1991年）。エンテベ空港奇襲作戦の作戦指揮を執ったことでも知られる。

## 経歴
1967年の第三次中東戦争の際、ショムロンはシナイ半島方面で空挺部隊を指揮した。スエズ運河に到達した最初の部隊となり、殊勲章を授与された。また彼は第二次中東戦争にも従軍している。
1973年の第四次中東戦争勃発の際、ショムロンは現役部隊のひとつであった第401機甲旅団長としてシナイ方面での戦闘に参加した。緒戦では大きな損害を被ったものの、次第に持ち返しスエズ運河を渡河、イスラエル軍の（軍事的）勝利に貢献している。
1974年、ショムロンは歩兵・空挺科総監に就任した。また同じ時期に第98空挺師団の師団長を兼任した。1976年のエンテベ空港奇襲作戦には作戦指揮官として現地に赴いている。
ショムロンはこの作戦を成功させ「英雄」として称賛されたが、彼自身はこう語っている。
エンテベ空港奇襲作戦で最も記憶に残ったことについて、ショムロンは次のように語っている。
ショムロンは1978年のキャンプ・デービッド合意ののち、シナイ半島からのイスラエル軍撤退作業の責任者を担当した。
1983年に陸軍指揮本部（歩兵科、機甲科、砲兵科、工兵科を統合、指揮下に置いた組織）が設立され、ショムロンはその初代指揮官に就任した。
1987年、ショムロンが50歳のときに参謀総長（第13代）に就任し、1991年までこの職にあった。退役後、イスラエル・ミリタリー・インダストリーズの社長に就任している。
脳動脈瘤が原因で2008年2月26日に死去。妻と2人の子供がいる。
ショムロンは多くのイスラエル人にこれまでのイスラエル将校の中で最高の将校の一人と考えられている。